# Podmurvice
Podmurvice (italijansko Gelsi) - v pomenu Naselje pod murvami oziroma murvicami - so mestna četrt na Reki; istoimenski krajevni odbor obsega vzhodni del Turnića (italijansko Torrete), južni del Plas (italijansko Plase), in južni del Banderovega: območje Tehniške fakultete na Reki (nekdanja avstrijska vojašnica Diaz) ter Salezijane (italijansko Salesiani).
Italijansko ime Gelsi (v pomenu murve) ima korenine še iz časov Avstro-Ogrske, ko so ob takratni Dunajski cesti - poznejši Tržaški cesti - bile zasajene murve. Od njih so danes le še "reliquiae reliquiarum", tu in tam kaj malega. Isto pomeni slovensko ime Podmurvice. Naziv Gelsi za območje te krajevne skupnosti oziroma mestne četrti sicer ni uradno, vendar ga neuradno uporablja italijanska manjšina na Reki. Po Statutu mesta Reke (za katerega pravijo, da se ne izvaja) je italijanska manjšina priznana kot avtohtona etnična skupina v mestu (člen 24).

## Zemljepis
Podmurvice obsegajo 78,35 hektarjev kraško-skalnato-bregovitega ozemlja nad Jadranskim morjem in sicer severozahodni del od mestnega središča. Na jugu meji ta mestna četrt na Mlako, na zahodu na Turnić in Svetega Nikolo, na severu na Pehlin in Škurinje, na vzhodu na Škurinjsko Drago, na jugovzhodu pa na mestno četrt Banderovo.
Sedež krajevne skupnosti oziroma mestne četrti je na Dubrovniški ulici št. 2.

## Prebivalstvo
Upadanje števila prebivalstva iz 1990-ih se nadaljuje tudi v sedanjem tisočletju. Od 6659 prebivalcev v letu 2001 je padlo na 5988 v letu 2011.

## Izobrazba
Na tem območju obstaja več izobraževalnih ustanov:
- OŠ Podmurvice
- Srednja tehniška šola
- Srednja kemijska šola
- Tehniška fakulteta
- Salezijanska klasična gimnazija

## Šport
1975 so napravili meščani odbojkarsko igrišče Robert Komen. 
Ko so 1918 prišli na Reko salezijanci, so najlepši prostor na severnem ozemlju nekdanje sirotišnice, ki so jo vodile madžarske nune usmiljenke, spremenili v igrišče, v stavbi pa je bila prva kinodvorana na Reki; dvorano uporabljajo še dandanes tudi za gledališke predstave. Tam, na dvorišču, je tudi odbojkarsko igrišče.

## Znamenitosti

### Stavbe
- Dijaški dom "Ivan Goran Kovačić"
- Cerkev Svetega Jožefa[4]
- Cerkev Marije Pomočnice v sklopu Salezijanskega samostana.
- Samostan benediktink na Podmurvicah (ne obstaja več v tej obliki)[5].